# ديفيد بلين
ديفيد بلين (بالإنجليزية: David Blaine White)‏ ساحر وممارس لفن الوهم أمريكي، ولد في الرابع من أبريل من عام 1973. اشتهر بقيامه بعدد كبير من التحديات الفيزيائية الغريبة مثل البقاء تحت الماء لمدة ثلاثة أيام والدفن حيًا لمدة أسبوع. حقق نجاحًا باهرًا في التلفزيون الأمريكي من خلال برنامجه الأول (ستريت اوف ماجيك) في عام 1997 ومن ذلك الحين أصبح نجمًا كبيرًا في عالم فن الوهم.
استطاع تحقيق رقم قياسي واحد في موسوعة جينس للأرقام القياسية كما لقب بهوديني العصر الحديث.

## روابط خارجية
- ديفيد بلين على موقع IMDb (الإنجليزية)
- ديفيد بلين على موقع ميوزك برينز (الإنجليزية)
- ديفيد بلين على موقع إن إن دي بي (الإنجليزية)
- ديفيد بلين على موقع قاعدة بيانات الفيلم (الإنجليزية)